# Yoshikazu Nagai
Yoshikazu Nagai (n. 16 aprilie 1952) este un fost fotbalist japonez.

## Statistici
| Japonia | Japonia | Japonia |
| An      | Meciuri | Goluri  |
| ------- | ------- | ------- |
| 1971    | 4       | 1       |
| 1972    | 0       | 0       |
| 1973    | 5       | 0       |
| 1974    | 4       | 1       |
| 1975    | 11      | 1       |
| 1976    | 17      | 2       |
| 1977    | 5       | 0       |
| 1978    | 12      | 1       |
| 1979    | 9       | 3       |
| 1980    | 2       | 0       |
| Total   | 69      | 9       |